# Café de Flore (film)
Café de Flore – francusko-kanadyjski dramat filmowy z 2011 roku oparty na scenariuszu i w reżyserii Jean-Marca Valléego. Zdjęcia kręcono w Montrealu i w Paryżu.
Światowa premiera filmu miała miejsce 2 września 2011 roku podczas 68. MFF w Wenecji. W Polsce premiera filmu odbyła się 19 października 2012 roku.

## Fabuła
Paryż, lata 60. XX w. Gdy młoda i piękna Jacqueline rodzi niepełnosprawnego syna, jej partner odchodzi. Kobieta sama wychowuje dziecko, któremu podporządkowuje całe swoje życie.
Montreal, wiek XXI. Przystojny Antoine (Jean-Marc Vallée), który jest rozchwytywanym nie tylko w Kanadzie didżejem, właśnie rozwiódł się i planuje ślub z niedawno poznaną młodą pięknością. Jednak była żona, która wciąż go kocha, nie może pogodzić się z rozpadem ich związku i ma nadzieję, że mężczyzna do niej wróci. Ich córki też nie chcą zaakceptować nowej dziewczyny ojca.

## Obsada
- Vanessa Paradis jako Jacqueline
- Kevin Parent jako Antoine Godin
- Hélène Florent jako Carole
- Évelyne Brochu jako Rose
- Joanny Corbeil-Picher jako Juliette
- Rosalie Fortier jako Angéline
- Evelyne de la Chenelière jako Amélie
- Jean-Marc Vallée jako Antoine